# JGSPノヴィ・サド

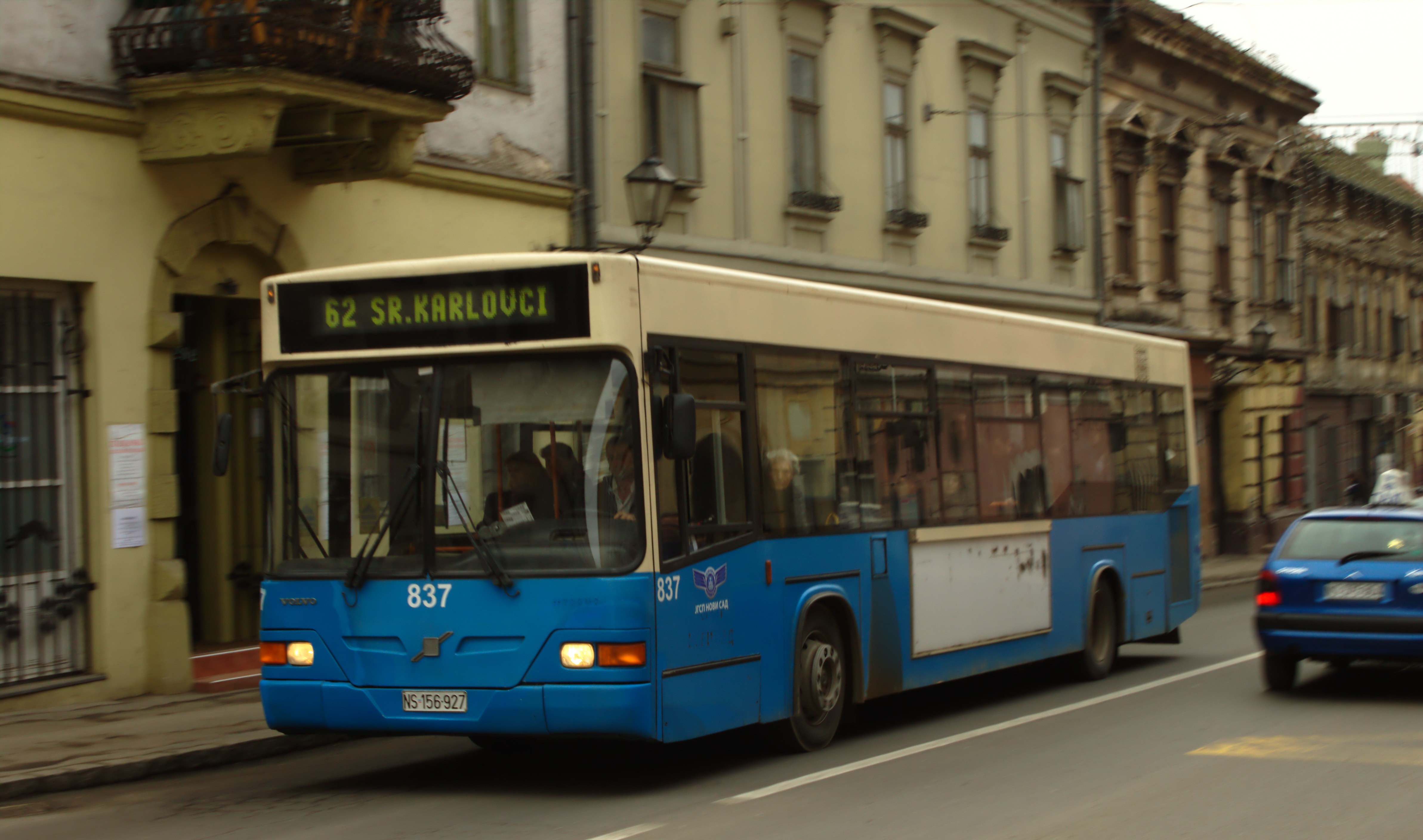
JGSPノヴィ・サドの単車ノンステップバス

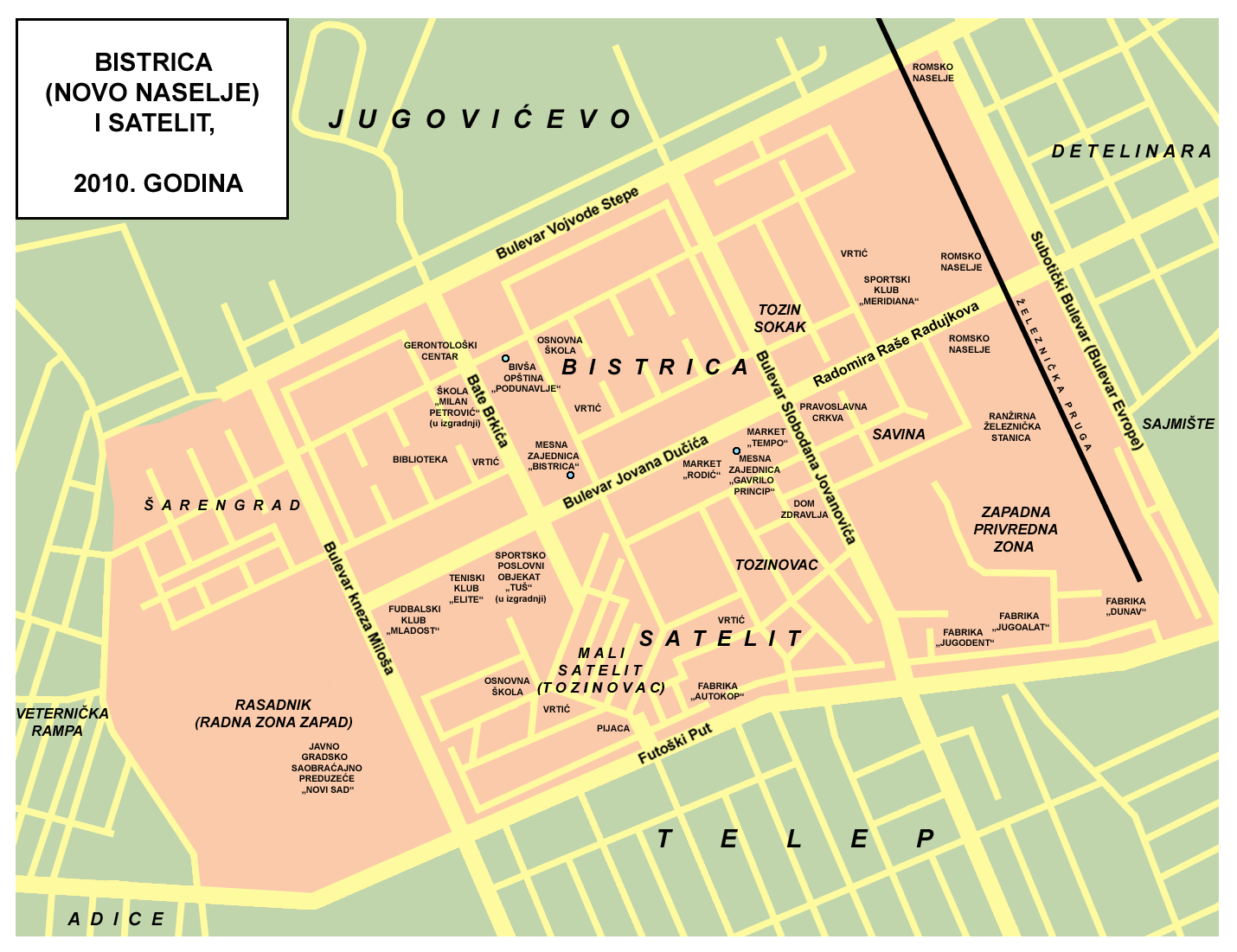
Novo Naselje付近の路線図

JGSPノヴィ・サド（JGSP（Javno Gradsko Saobraćajno Preduzeće） Novi Sad）は、セルビア共和国ヴォイヴォディナ自治州の州都ノヴィ・サドで路線バスを運行するノヴィ・サド市の公営企業である。
市内24路線、郊外29路線を有し、200名内外の乗務員により運行されている。

## 歴史
- 1911年 - ノヴィ・サド市内に路面電車の最初の路線が開通。
- 1930年代 - ノヴィ・サド市により3台のバスが購入され、路線バスの運行を開始。
- 1946年 - ノヴィ・サド市の公営企業としてJGSPノヴィ・サドを設立。
- 1958年 - 路面電車を全廃し、バスに置換え。
- 1965年 - 郊外バスターミナルを設置。
- 1967年 - 市内バスターミナルを設置。
- 1991年 - 経営組織を刷新。労働者評議会を廃止。
- 1996年-1997年 - ボルボ製バスシャーシ50台分を購入。
- 2005年 - 車両更新のため、新車65台を購入。最初のCNGバスの導入。

## バス車両
バス車両は、イカルバス、ボルボ、ネオバス（en:Neobus (Serbia)）、ソラリス及びイリスバス製の車両を使用しており、おもな車種は次のとおりである。
- イカルバス
  - IK-201
  - IK-218N
  - IK-103
  - IK-103CNG

- ネオバス
  - Citta LF
  - Citta SLF
  - NB B10M

- ソラリス
  - Urbino12CNG 他

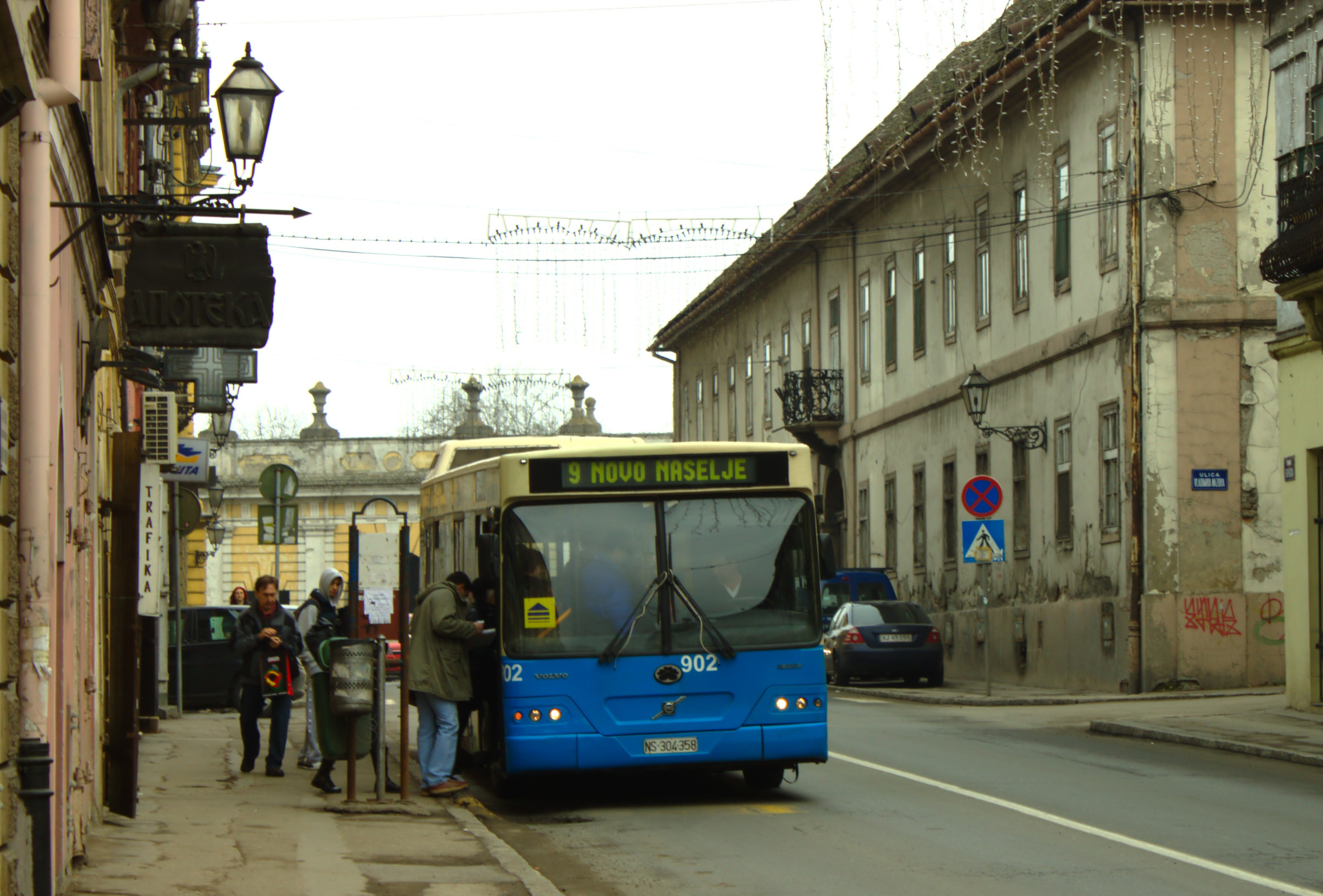
ネオバス Citta SLF
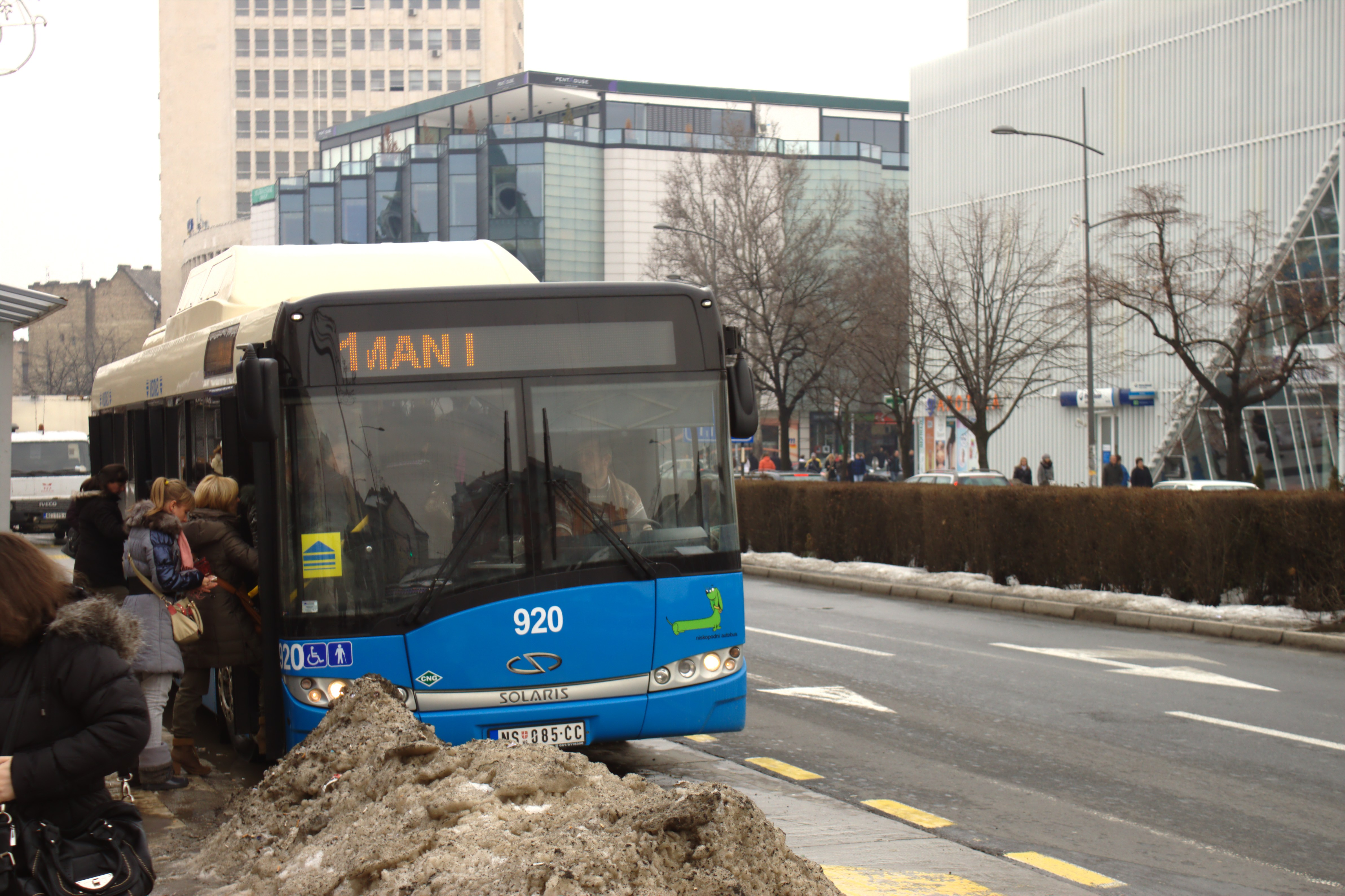
ソラリス Urbino12CNG
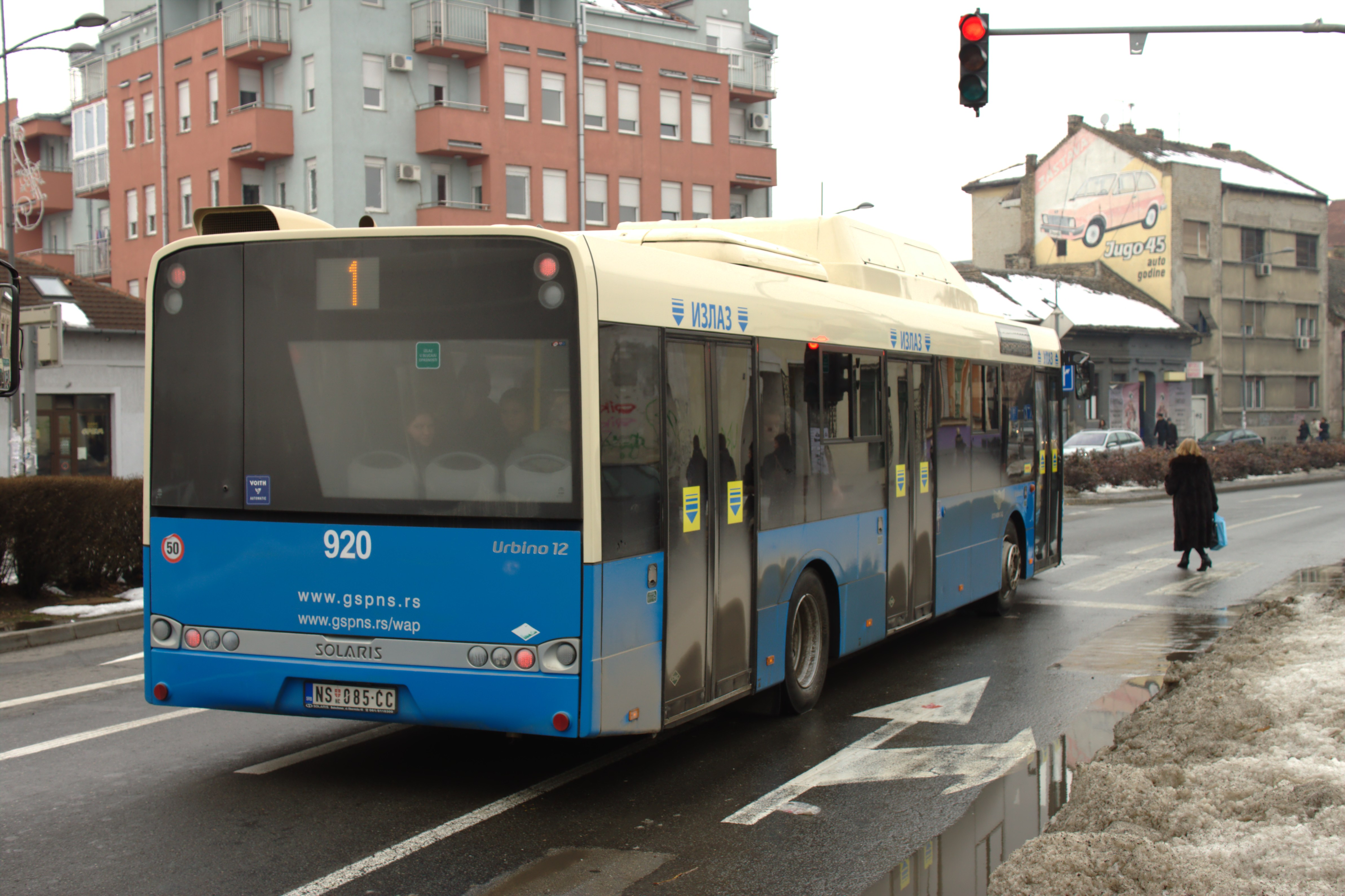
ソラリス Urbino12CNG